# Kościół Narodzenia Najświętszej Maryi Panny w Ostrowąsie
Kościół Narodzenia Najświętszej Maryi Panny w Ostrowąsie – rzymskokatolicki kościół parafialny należący do parafii pod tym samym wezwaniem (dekanat aleksandrowski diecezji włocławskiej). Kościół jest sanktuarium maryjnym. 
Świątynia powstała w 1. połowie XX wieku (kościół wybudowano w latach 1914–1921). Ten obiekt sakralny został wzniesiony w formie trzynawowej bazyliki z transeptem. Nad rozczłonkowaną bryłą budowli dominuje okazała wieża, do której przylega klatka schodowa. Na skrzyżowaniu nawy głównej i transeptu jest umieszczona sygnaturka. Kościół jest niejednoznaczny pod względem stylu, posiada jednakże cechy stylu neoromańskiego. W świątyni znajduje się sanktuarium maryjne. Budowla zachowała się do dziś w dobrym stanie.
W ołtarzu głównym kościoła znajduje się obraz Matki Bożej z Dzieciątkiem, zwany obrazem Matki Bożej Pani Kujaw. Namalował go ok. 1630 r. nieznany artysta na wzór wizerunku Salus Populi Romani (Ocalenie Ludu Rzymskiego) z Bazyliki Santa Maria Maggiore (Matki Bożej Większej) w Rzymie. Obraz w Ostrowąsie został 24 sierpnia 1986 r. koronowany papieskimi koronami przez kard. Józefa Glempa.